# Bahía Amplia
Bahía Amplia (en inglés: Ample Bay) es una bahía de 3.3 km de ancho, marcada por el Glaciar Grace, situada a 4 km al este de Sunset Fjord en la parte sudoeste de Bahía de las Islas, isla San Pedro. Un boceto de esta bahía fue hecho en 1912-13 por Robert Cushman Murphy, un naturalista estadounidense a bordo del velero Daisy. Fue registrada y nombrada por las investigaciones de descubrimiento en 1929-30.